# Denise Zich
Denise Zich (Wolfen, NDK, ma Bitterfeld-Wolfen, Szász-Anhalt, Németország, 1975. december 7. –), német modell, színésznő és énekesnő; főként a német nyelvterületen (Németország, Ausztria és Svájc) tevékenykedik. Elsősorban a Rex felügyelő című sorozatban való szerepléséből ismert.

## Kezdetek és karrier
1995-ben, modellként kezdte pályafutását, Calvin Kleinnek dolgozott. Ugyanebben az évben kapott szerepet a Gute Zeiten – Schlechte Zeiten című német televíziósorozatban a Just friends nevű együttesbeli társaival együtt. 1995 vége felé vette fel velük első lemezét, de egy évvel később elhagyta az együttest. 1996 és 1997 között a Pumuckl TV műsorvezetője volt.
Néhány televíziós munkát követően 1999-ben vett részt az első filmben (Schlaraffenland) Heiner Lauterbach, Franka Potente és Jürgen Tarach mellett. A Liebe, Lügen, Leidenschaften című német–osztrák minisorozatban jó kritikákkal illették mint a fiatal divattervező, Valerie Landau megtestesítőjét Maximilian Schell és Barbara Sukowa színésztársaival együtt.
2001-ben Romy-díjat kapott a „Legnépszerűbb színésznő” kategóriában. 2007-ben másodszor vesz részt a Rex felügyelő című sorozatban, s szintén dolgozott Marcus H. Rosenmüller Schwere Jungs című tekercsén.
Férje Andreas Elsholz, akivel egy fiuk született.

## Filmográfia

### Televíziósorozatok
- 2008: Ein Ferienhaus in Schottland
- 2007: Rex felügyelő
- 2007: Im Tal der wilden Rosen
- 2006: Agathe kann's nicht lassen
- 2006: Siska – Schatten einer Frau
- 2006: Liebe im Zeichen des Drachens
- 2005: Eine Liebe in Venedig
- 2005: Meine grosse Liebe
- 2005: Im Sommerhaus
- 2005: Die Stimme des Herzens
- 2005: Heute fängt mein Leben an
- 2005: Der Alte
- 2004: Utta Danella – Eine Liebe in Venedig
- 2004: Sterne über Madeira
- 2003: Der Bulle von Tölz
- 2003: Eine Hand voll Briefe
- 2002: Tatort – Totentanz
- 2002: Ein Fall für zwei – 200. Jubiläumsfolge
- 2001-2002: Liebe – Lügen – Leidenschaften
- 2001: Die Kristallprinzessin
- 2000: Ein mörderischer Plan
- 2000: Rex felügyelő
- 2000: SOKO Leipzig – Wilde Triebe
- 1999: Abschied in den Tod
- 1999: Am Ende siegt die Liebe
- 1999: Der Todeszug
- 1999: Kanadische Träume – Eine Familie wandert aus
- 1998: Mordkommission
- 1998: Einsatz Hamburg Süd
- 1998: Die Cleveren
- 1997: Sexy Lissy
- 1997: First Love – Das freche Herz
- 1996: Die Geliebte

### Mozifilmek
- 2006: Schwere Jungs
- 2002: Schlaraffenland
- 1999: Vakuum